# 伊勢市立桜浜中学校
伊勢市立桜浜中学校（いせしりつさくらはまちゅうがっこう）は、三重県伊勢市にある公立中学校。2019年（平成31年）4月1日に伊勢市立豊浜中学校と伊勢市立北浜中学校を統合して開校した。

## 概要
- 校地面積：39,531.10 m2
- 構成
  - 校舎：3階建 面積 7,828.93 m2
  - 運動場：面積 m2
  - 体育館：面積 1,617.47 m2
  - 外部倉庫：98.26 m2

## 校区
- 西豊浜町
- 植山町
- 磯町（宮川右岸は除く）
- 東豊浜町
- 樫原町
- 有滝町
- 村松町
- 東大淀町
- 柏町
- 御薗町上條の一部(宮川左岸の区域)

## 沿革
- 2019年（平成31年）4月1日 - 開校。

## 旧豊浜中学校
伊勢市立豊浜中学校（いせしりつとよはまちゅうがっこう）は、三重県伊勢市西豊浜町にあった公立中学校。略称は「豊中」。
校地面積は18,720 m2で、3階建ての校舎（面積2,709 m2）、11,728 m2の運動場、885 m2の体育館、1,343 m2のプールを有した。

### 豊浜中学校の沿革
- 1947年（昭和22年）4月1日 - 豊浜村立豊浜中学校が創立する。
- 1948年（昭和23年）9月1日 - 校舎第1棟が落成する。
- 1954年（昭和29年）2月13日 - 火災により、校舎が全焼する。
- 1954年（昭和29年）10月1日 - 校舎、講堂が落成する。
- 1955年（昭和30年）1月1日 - 豊浜村が伊勢市に編入されたのに伴い、伊勢市立豊浜中学校に改称する。
- 1959年（昭和34年）9月26日 - 伊勢湾台風により、校舎に大きな被害を受ける。
- 1964年（昭和39年）7月14日 - 豊浜プールが完成する。
- 1974年（昭和49年）3月27日 - 防音校舎が竣工する。
- 1984年（昭和59年）3月31日 - 防音体育館が竣工する。
- 2004年（平成16年）4月1日 - 学期制を3学期制から2学期制へ移行する。
- 2011年（平成23年）9月6日 - 平成23年台風第12号により、体育館の屋根が破損する。
- 2019年（平成31年）3月16日 - 豊浜中学校閉校式[1]。
- 2019年（平成31年）3月31日 - 閉校。

## 旧北浜中学校
伊勢市立北浜中学校（いせしりつきたはまちゅうがっこう）は、三重県伊勢市東大淀町にあった公立中学校。略称は「北中」。
校地面積は18,720 m2で、3階建ての校舎（面積2,644 m2）、13,575 m2の運動場、885 m2の体育館、399 m2のプールを有した。

### 北浜中学校の沿革
- 1947年（昭和22年）4月1日 - 北浜村立北浜中学校が創立する。
- 1948年（昭和23年）5月5日 - 校歌を制定する。
- 1948年（昭和23年）10月16日 - 校舎の落成式を挙行する。創立記念日を10月16日とする。
- 1955年（昭和30年）1月1日 - 北浜村が伊勢市に編入されるのに伴い、伊勢市立北浜中学校と改称する。
- 1955年（昭和30年）3月26日 - 講堂が落成する。
- 1973年（昭和48年）2月21日 - 防音校舎が落成する。創立記念日を2月21日に変更する。
- 1982年（昭和57年）2月27日 - 防音講堂の完工式を挙行する。
- 1987年（昭和62年）3月25日 - 国有地である運動場用地を買い取る。
- 1990年（平成2年）8月20日 - プールの完工式を挙行する。
- 2005年（平成17年）4月1日 - 3学期制から2学期制に移行する。
- 2019年（平成31年）3月15日 - 北浜中学校閉校式。
- 2019年（平成31年）3月31日 - 閉校。